# Ла Крочета (Ређо Емилија)
Ла Крочета је насеље у Италији у округу Ређо Емилија, региону Емилија-Ромања.
Према процени из 2011. у насељу је живело 23 становника. Насеље се налази на надморској висини од 845 м.